# 中戸川吉二
中戸川 吉二（なかとがわ きちじ、1896年（明治29年）5月20日-1942年（昭和17年）11月19日）は、北海道釧路区（現釧路市）生まれの小説家。

## 経歴
農場を営む素封家の次男として生まれる。幼少時に上京し、西片の誠之小学校（現文京区立誠之小学校）に通う。明治大学中退。釧路在住を経て、里見弴に師事。1923年（大正12年）雑誌「随筆」を創刊。代表作に「イボタの虫」、「兄弟とピストル泥棒」がある。1921年、里見の許に来ていた吉田富枝と恋仲になり、その処遇をめぐって里見と関係が悪化、富枝と結婚するが、その経緯を小説『北村十吉』として、里見は「おせつかい」として書いた。牧野信一の才能を評価し、牧野らとともに雑誌「随筆」を発刊。また里見、吉井勇、田中純らの雑誌『人間』にも参加、第5次『新思潮』の同人でもあったが、次第に創作から手を引き、もっぱら批評家として活躍した（盛厚三『中戸川吉二ノート』、小谷野敦『里見弴伝』）。里見弴の『銀二郎の片腕』は中戸川の体験談をもとにして書かれた。

### 交友関係
文壇や出版社関係者に知人は多かったが、1933年（昭和8年）11月、吉井夫人が中心となった不良華族事件の捜査の過程で文士らによる常習賭博が明らかになり、里見などの文壇名士、佐佐木茂索ら出版社関係者らとともに検挙された。なお、中戸川は検挙された当日、久米正雄の結婚十周年の宴席に招待されていたが、警察の捜査のため出席できなかった。この日の主役の久米も、宴席終了後に検挙されている

## 著作
- 「団欒の前」 東京堂 1918
- 「イボタの虫」新進作家叢書 新潮社、1919
- 「反射する心」新潮社 1920
- 「縁なき衆生」 聚英閣 1920
- 「青春」1921
- 「友情」新潮社、1921
- 「北村十吉」 叢文閣 1922 のち本の友社より復刻
- 「中戸川吉二選集」 渡辺新生社 1923
- 「中戸川吉二三篇」 エディトリアルデザイン研究所 2000.5 (EDI叢書)
- 「中戸川吉二作品集」勉誠出版 2013